# عاشقان (مجموعه تلویزیونی)
عاشقان (انگلیسی: Lovers؛‏ کره‌ای: 연인) یک مجموعه تلویزیونی محصول کره جنوبی در سال ۲۰۰۶ با بازی کیم جونگ اون و لی سو جین در نقش جراح پلاستیک و گانگستر است که عاشق یکدیگر می‌شوند. این مجموعه بر پایه نمایشنامه‌ای از لی مان هی به نام Turn Around and Leave است که خود الهام گرفته از فیلم بلاک‌باستر سال ۱۹۹۸ با بازی جون دو یون و پارک شین یانگ است. این مجموعه از ۸ نوامبر ۲۰۰۶ تا ۱۱ ژانویه ۲۰۰۷، روزهای چهارشنبه و پنجشنبه ساعت ۲۱:۵۵ (کی‌اس‌تی) از اس‌بی‌اس پخش شد.
این مجموعه قسمت سوم و پایانی سه‌گانهٔ عاشقان از نویسنده کیم اون سوک و کارگردان شین وو چول است. برخلاف قسمت‌های قبلی، عاشقان در پاریس (۲۰۰۴) و عاشقان در پاراگوئه (۲۰۰۵) که بخش‌هایی از آنها در اروپا فیلم‌برداری شده بود، عاشقان در هاینان، چین فیلم‌برداری شد.